# Groupe pour la gauche unitaire européenne
Le Groupe pour la gauche unitaire européenne (GUE) est un groupe parlementaire de l'Assemblée parlementaire du Conseil de l'Europe. Le groupe est formé de 34 députés de divers partis de gauche dans 16 pays. Andrej Hunko (Allemagne) et Laura Castel sont co-présidents du groupe.
La GUE opère dans le cadre défini par l’APCE : promouvoir et protéger les droits de l’homme, l’État de droit et la démocratie. Le Groupe s’inspire notamment de la Convention européenne des droits de l’homme et de la Charte sociale européenne ainsi que d’autres conventions, et des activités qui promeuvent et protègent la dignité humaine, l’égalité sociale et de genre, la solidarité organisée et le développement durable de la planète.

## Organisation

### Présidence
| Titulaire            | Parti national | Parti national                                                   | Pays      | Début           | Fin             |
| -------------------- | -------------- | ---------------------------------------------------------------- | --------- | --------------- | --------------- |
| Tiny Kox             |                | Parti socialiste (SP)                                            | Pays-Bas  | 22 janvier 2007 | 24 janvier 2022 |
| Geórgios Katroúgalos |                | Coalition de la gauche radicale – Alliance progressiste (SYRIZA) | Grèce     | 14 mars 2022    | 8 octobre 2023  |
| Andrej Hunko         |                | Alliance Sahra Wagenknecht - Pour la raison et la justice (BSW)  | Allemagne | 9 octobre 2023  | 21 janvier 2024 |

### Co-présidence
| Titulaires              | Parti national | Parti national                                                  | Pays      | Début           | Fin             |
| ----------------------- | -------------- | --------------------------------------------------------------- | --------- | --------------- | --------------- |
| Anne Stambach-Terrenoir |                | La France insoumise (LFI)                                       | France    | 22 janvier 2024 | 26 janvier 2025 |
| Andrej Hunko            |                | Alliance Sahra Wagenknecht - Pour la raison et la justice (BSW) | Allemagne | 22 janvier 2024 | en cours        |
| Laura Castel            |                | Gauche républicaine de Catalogne (ERC)                          | Espagne   | 27 janvier 2025 | en cours        |

## Composition
Le groupe est actuellement composé de 35 membres et qui comprend des partis de gauche radicale généralement issus du Parti de la gauche européenne et de l'Alliance de la gauche européenne pour les peuples et la planète.
| Pays      | Parti national      | Parti national                                                   | Nom                               | Remarques                                                   |
| --------- | ------------------- | ---------------------------------------------------------------- | --------------------------------- | ----------------------------------------------------------- |
| Allemagne |                     | Alliance Sahra Wagenknecht - Pour la raison et la justice (BSW)  | Andrej Hunko                      | Co-président du groupe                                      |
| Allemagne | Sevim Dağdelen      | Alliance Sahra Wagenknecht - Pour la raison et la justice (BSW)  |                                   |                                                             |
| Belgique  |                     | Parti du travail de Belgique (PTB)                               | Alice Bernard                     |                                                             |
| Belgique  | Julien Ribaudo      | Parti du travail de Belgique (PTB)                               |                                   |                                                             |
| Chypre    |                     | Parti progressiste des travailleurs (AKEL)                       | George Loucaides                  | Trésorier Membre du Bureau                                  |
| Danemark  |                     | Liste de l'unité (Ø)                                             | Søren Søndergraad                 |                                                             |
| Espagne   |                     | Gauche républicaine de Catalogne (ERC)                           | Laura Castel                      | Co-présidente du groupe                                     |
| Espagne   |                     | Groupement socialiste gomérien (ASG)                             | Fabián Chinea Correra             |                                                             |
| Espagne   |                     | Sumar (SMR)                                                      | Esther Gil de Reboleño            |                                                             |
| France    |                     | La France insoumise (LFI)                                        | Anne Stambach-Terrenoir           |                                                             |
| France    | Gabrielle Cathala   | La France insoumise (LFI)                                        |                                   |                                                             |
| France    | Sophia Chikirou     | La France insoumise (LFI)                                        |                                   |                                                             |
| France    | Emmanuel Fernandes  | La France insoumise (LFI)                                        | Vice-président du groupe          |                                                             |
| France    |                     | Parti communiste français (PCF)                                  | Silvana Silvani                   |                                                             |
| France    | Michelle Gréaume    | Parti communiste français (PCF)                                  |                                   |                                                             |
| Grèce     |                     | Parti communiste de Grèce (KKE)                                  | Liána Kanélli                     |                                                             |
| Grèce     |                     | Coalition de la gauche radicale – Alliance progressiste (SYRIZA) | Nina Kassimati                    | Vice-présidente du groupe Commissaire aux comptes du groupe |
| Grèce     | Aléxis Tsípras      | Coalition de la gauche radicale – Alliance progressiste (SYRIZA) |                                   |                                                             |
| Irlande   |                     | Sinn Féin (SF)                                                   | Conor Murphy                      |                                                             |
| Irlande   | Ann Graves          | Sinn Féin (SF)                                                   |                                   |                                                             |
| Italie    |                     | Mouvement 5 étoiles (M5S)                                        | Alessandra Maiorino               | Membre du Bureau                                            |
| Italie    | Ettore Licheri      | Mouvement 5 étoiles (M5S)                                        |                                   |                                                             |
| Italie    | Arnaldo Lomuti      | Mouvement 5 étoiles (M5S)                                        |                                   |                                                             |
| Italie    | Emma Pavanelli      | Mouvement 5 étoiles (M5S)                                        |                                   |                                                             |
| Italie    |                     | Gauche italienne (SI)                                            | Peppe De Cristofaro               |                                                             |
| Moldavie  |                     | Parti des socialistes de la république de Moldavie (PSRM)        | Vlad Batrincea                    |                                                             |
| Moldavie  | Adela Raileanu      | Parti des socialistes de la république de Moldavie (PSRM)        |                                   |                                                             |
| Moldavie  |                     | Parti des communistes de la république de Moldavie (PCRM)        | Diana Caraman                     |                                                             |
| Moldavie  | Constantin Starîș   | Parti des communistes de la république de Moldavie (PCRM)        |                                   |                                                             |
| Norvège   |                     | Parti socialiste de gauche (SV)                                  | Andreas Sjalg Unneland            |                                                             |
| Slovénie  |                     | La Gauche (Levica)                                               | Nataša Sukič                      |                                                             |
| Turquie   |                     | Parti de l'égalité et de la démocratie des peuples (YSP)         | Berdan Özturk                     | Membre du Bureau                                            |
| Turquie   | Sevilay Celenk Özen | Parti de l'égalité et de la démocratie des peuples (YSP)         | Commissaire aux comptes du groupe |                                                             |
| Turquie   | Ayşegül Doğan       | Parti de l'égalité et de la démocratie des peuples (YSP)         |                                   |                                                             |
| Turquie   | Semra Çağlar Gökalp | Parti de l'égalité et de la démocratie des peuples (YSP)         |                                   |                                                             |